# 静岡県道208号藤枝静岡線

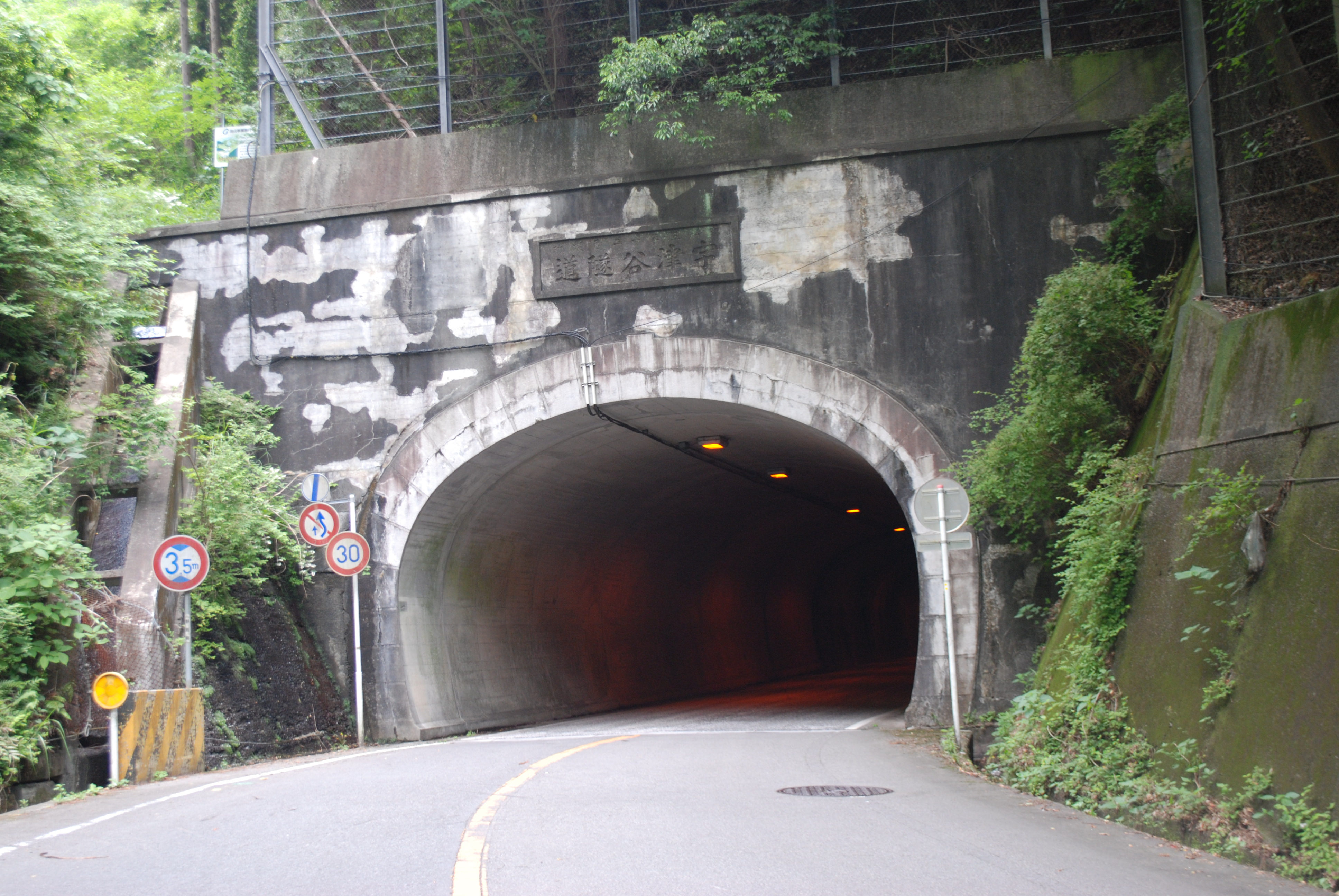
昭和期に開通した宇津谷隧道（2010年6月）

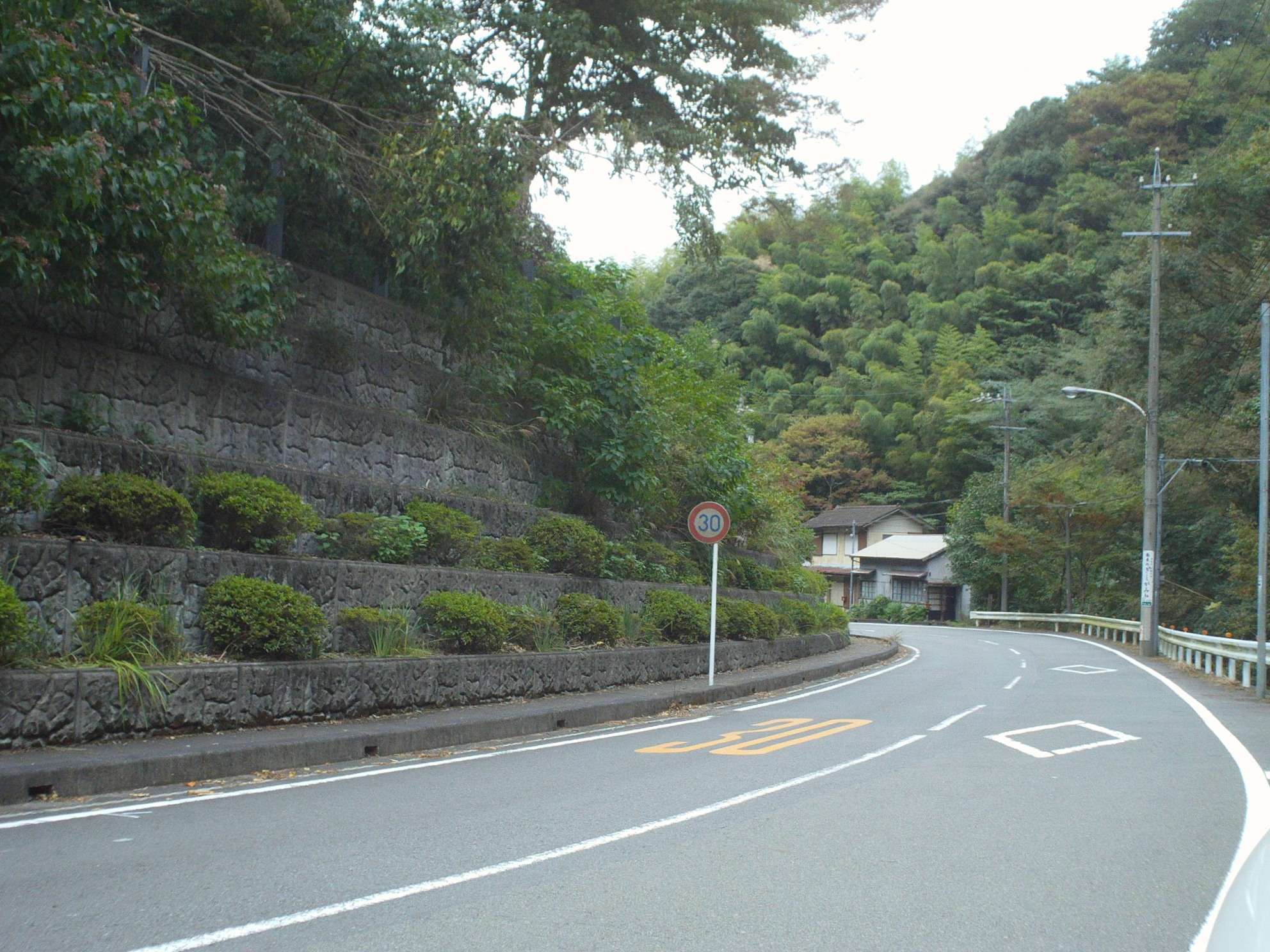
道の駅宇津ノ谷峠付近（2011年10月）

静岡県道208号藤枝静岡線（しずおかけんどう208ごう ふじえだしずおかせん）は藤枝市と静岡市葵区を結ぶ静岡県の一般県道である。

## 概要
旧東海道・国道1号で、静岡県道381号島田岡部線、国道1号現道と並行している（一部重複）。葵区内での通称は本通り（ほんとおり）。内谷ICから宇津ノ谷トンネル東側にかけては岡部バイパスの旧道にあたる。

### 路線データ
- 認定：1960年4月1日
- 起点：藤枝市水守（静岡県道381号島田岡部線交点）
- 終点：静岡市葵区中町（静岡県道27号井川湖御幸線交点）
- 総延長：18.7km

## 通過する自治体
- 藤枝市
- 静岡市（駿河区、葵区）

## 重複区間
- 静岡県道381号島田岡部線（1.5km）
- 静岡県道81号焼津森線（0.8km）
- 国道1号（宇津ノ谷トンネル東側-二軒家交差点、佐渡交差点-手越原交差点、3.2km）

## 接続道路
- 静岡県道381号島田岡部線（藤枝市水守〔始点〕）
- 国道1号岡部バイパス 内谷IC
- 静岡県道210号相俣岡部線（藤枝市岡部町岡部）
- 国道1号岡部バイパス 横添IC
- 静岡県道354号静岡環状線（静岡市葵区南田町）
- 国道362号（静岡市葵区本通三丁目）
- 静岡県道27号井川湖御幸線（静岡市葵区中町〔終点〕）

## 沿線の主要施設

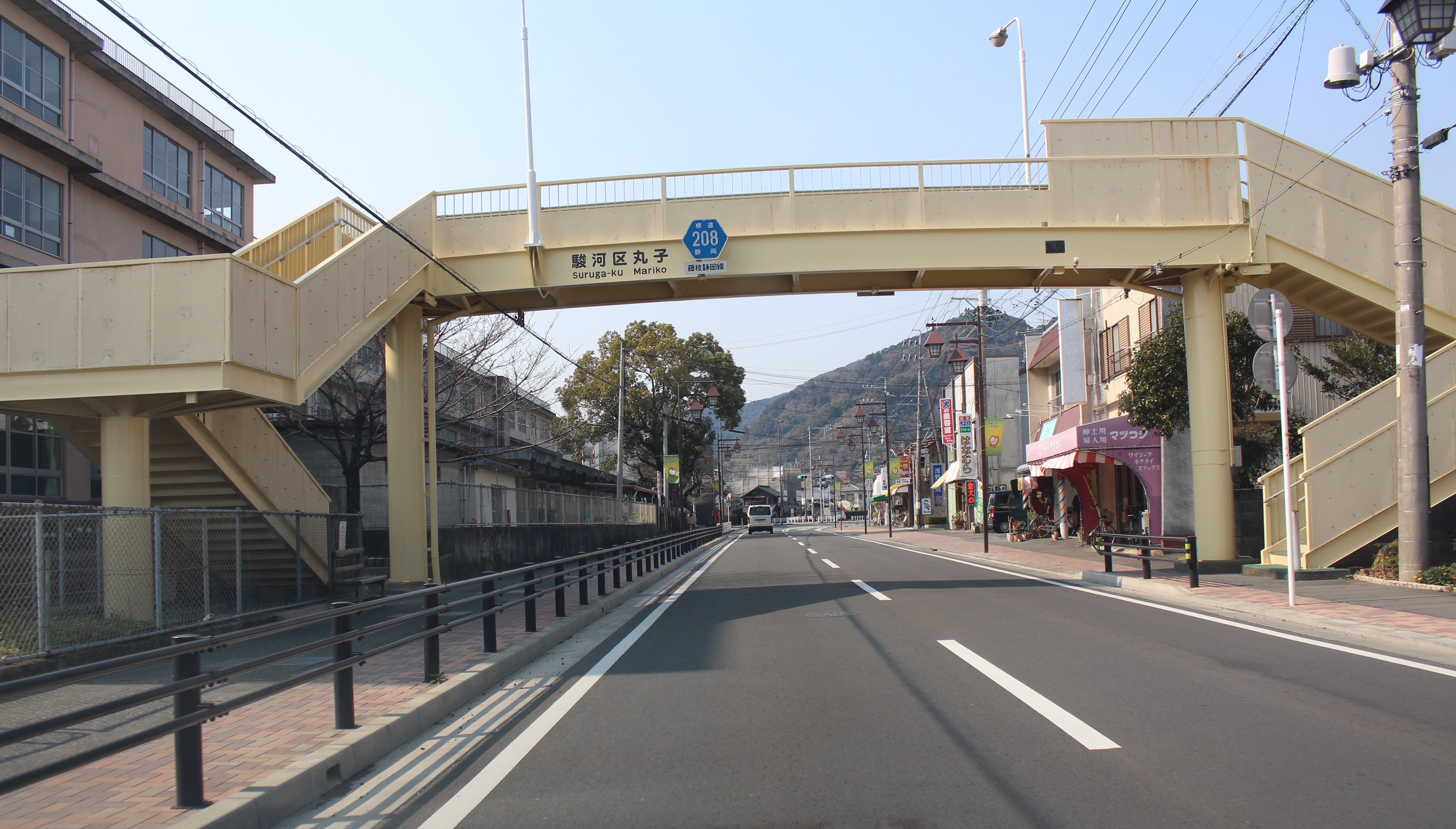
静岡市立長田西小学校の北側を通る静岡県道208号藤枝静岡線と歩道橋、静岡市駿河区丸子にて

- 藤枝市立広幡小学校
- 藤枝市役所岡部支所
- 岡部郵便局
- 岡部宿
- 宇津ノ谷峠
- 道の駅宇津ノ谷峠
- 丸子宿

- 静岡市立長田西小学校
- 安倍川橋
- 静岡市立安倍川中学校
- ラペック静岡
- 日本銀行静岡支店
- 静岡銀行本店
- 静岡天満宮